# Paro Taktsang
Paro Taktsang (spa phro stag tshang / spa gro stag tshang) là tên phổ biến của Tu viện Taktsang Palphug (còn gọi là Tiger's Nest), là một ngôi đền nổi tiếng, địa điểm thiêng liêng của Phật giáo Tây Tạng Kim cương thừa, nằm cheo leo bên vách đá của thung lũng Paro trên dãy Himalaya thuộc Bhutan. Ngôi đền đầu tiên được xây dựng vào năm 1692, xung quanh hang động Taktsang Senge Samdup (stag tshang seng ge bsam grub), nơi Guru Padmasambhava được cho là đã ngồi thiền trong ba năm, ba tháng, ba tuần, ba ngày và ba giờ vào thế kỷ thứ 8. Padmasambhava (Liên Hoa Sanh) được ghi công với việc đưa Phật giáo vào Bhutan và là vị thánh bảo hộ của đất nước. Ngày nay, Paro Taktsang là địa điểm tốt nhất tổ chức lễ hội Phật giáo Tsechu, còn được gọi là "ngày mười" tổ chức vào ngày mồng mười âm lịch của tháng (tháng được chọn tùy thuộc vào địa điểm tổ chức).
Tu viện nằm cách Paro 10 km (6,2 mi) về phía bắc và treo trên một vách đá cheo leo ở độ cao 3.120 mét (10.240 ft), khoảng 900 mét (3.000 ft) trên thung lũng Paro, các sườn đá rất dốc (gần như thẳng đứng) và các tòa nhà của tu viện được xây dựng vào mặt đá.
Đây là đền thờ dành cho Đức Padmasambhava (còn được gọi là Gu-ru mTshan-brgyad Lhakhang, " Đền thờ của Guru với Tám tên") với một cấu trúc thanh được xây dựng xung quanh các hang động vào năm 1692 bởi Gyalse Tenzin Rabgye và đã trở thành biểu tượng văn hóa của Bhutan. Lễ hội Tsechu được tổ chức để vinh danh của Đức Padmasambhava, được tổ chức tại thung lũng Paro trong tháng ba hoặc tháng tư âm lịch hàng năm.

## Lịch sử

### Nền tảng và truyền thuyết
Theo truyền thuyết liên quan đến ngôi đền Taktsang này thì theo nghĩa đen có nghĩa là "hang ổ của hổ", người ta tin rằng Đức Padmasambhava (Guru Rinpoche) bay đến địa điểm này từ Tây Tạng ở phía sau một con hổ cái từ Khenpajong.

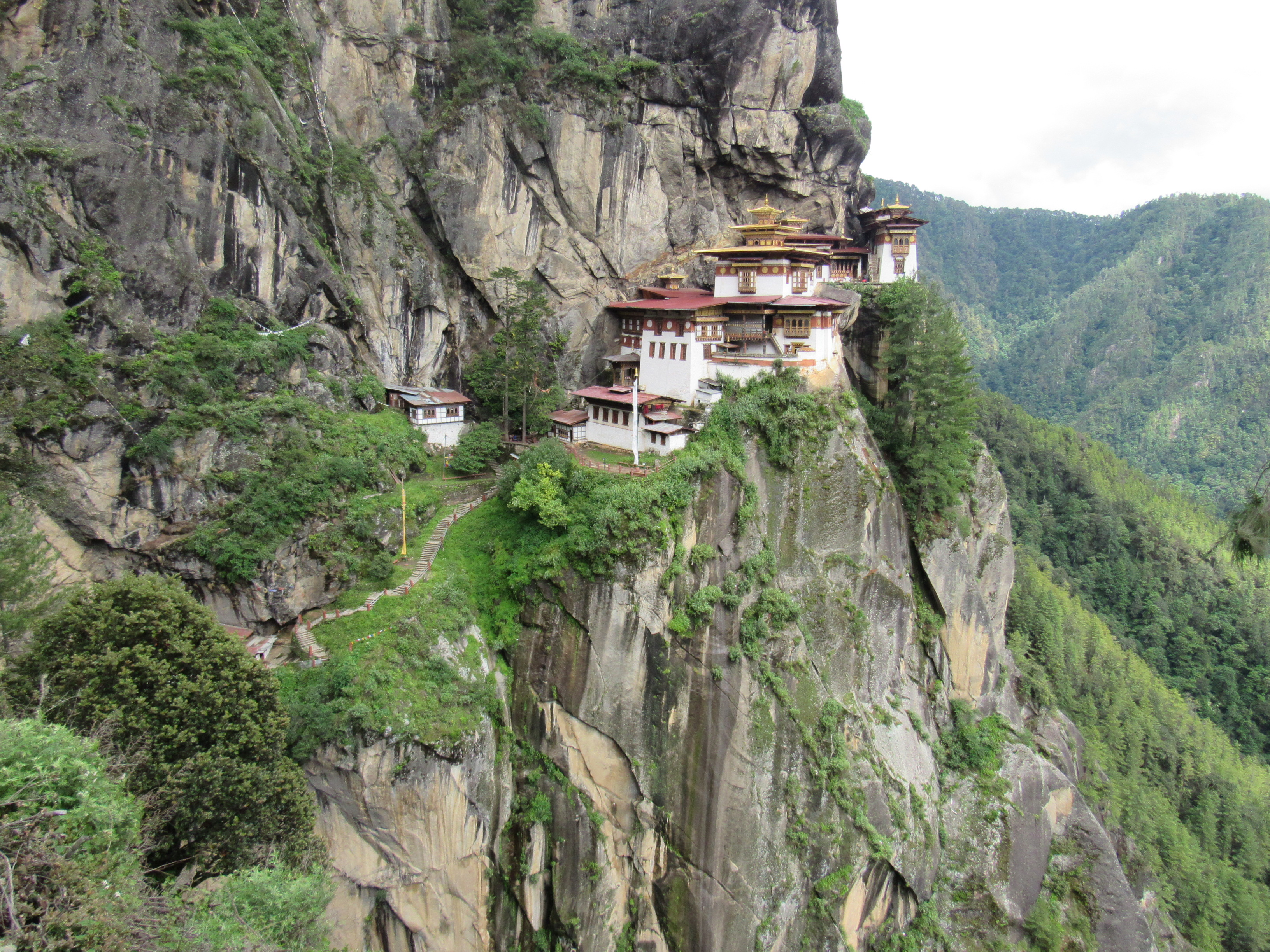
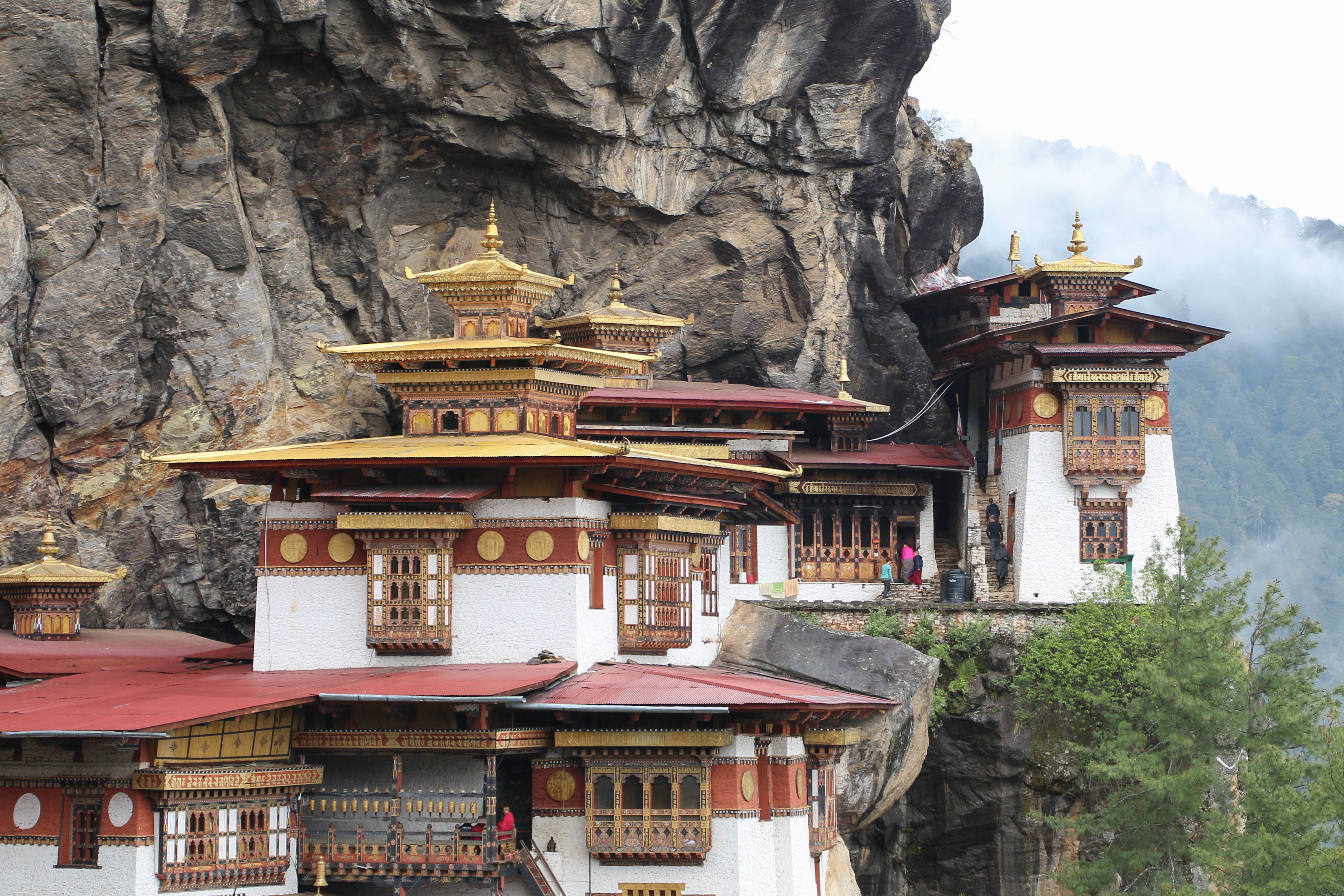
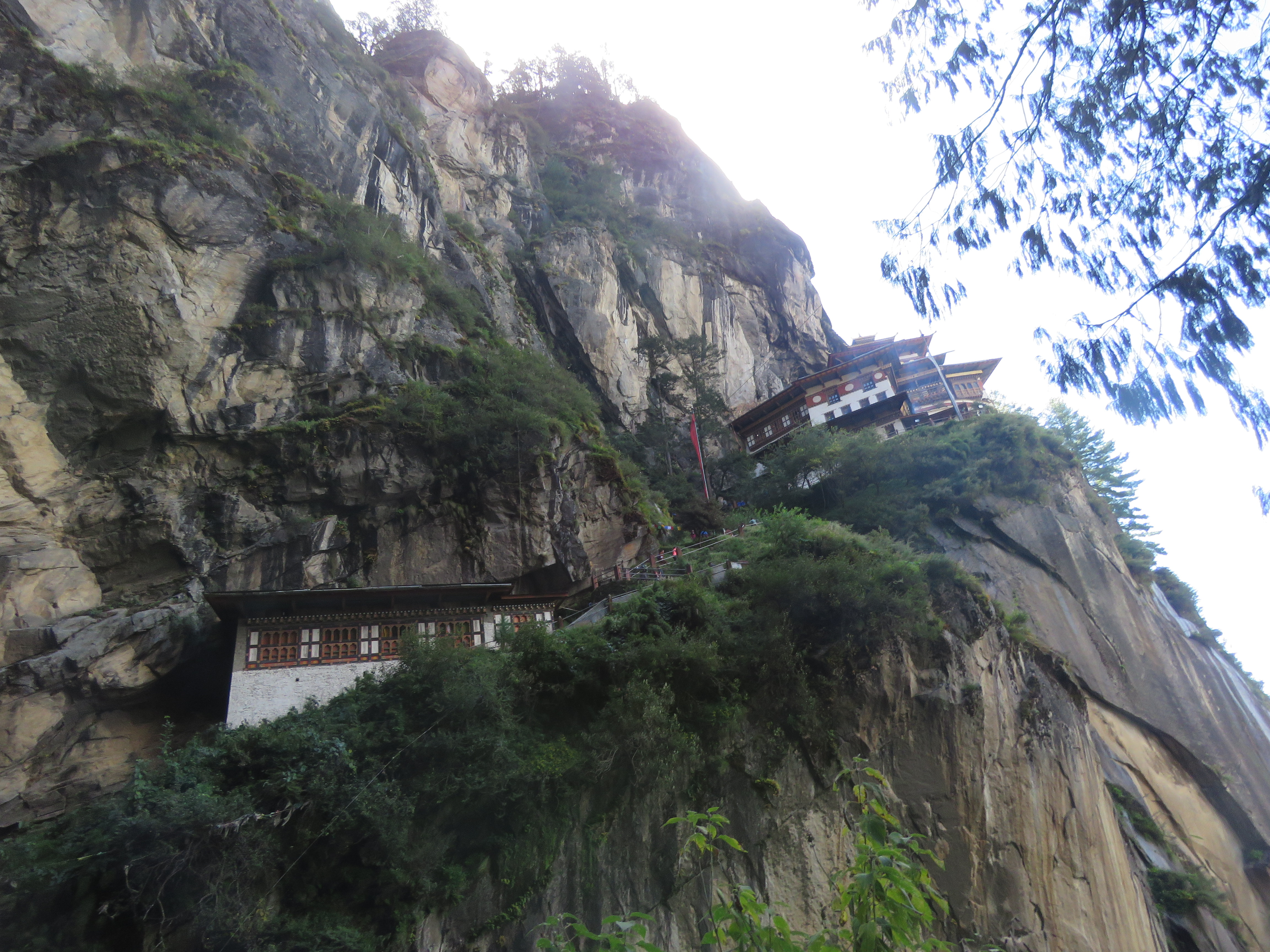
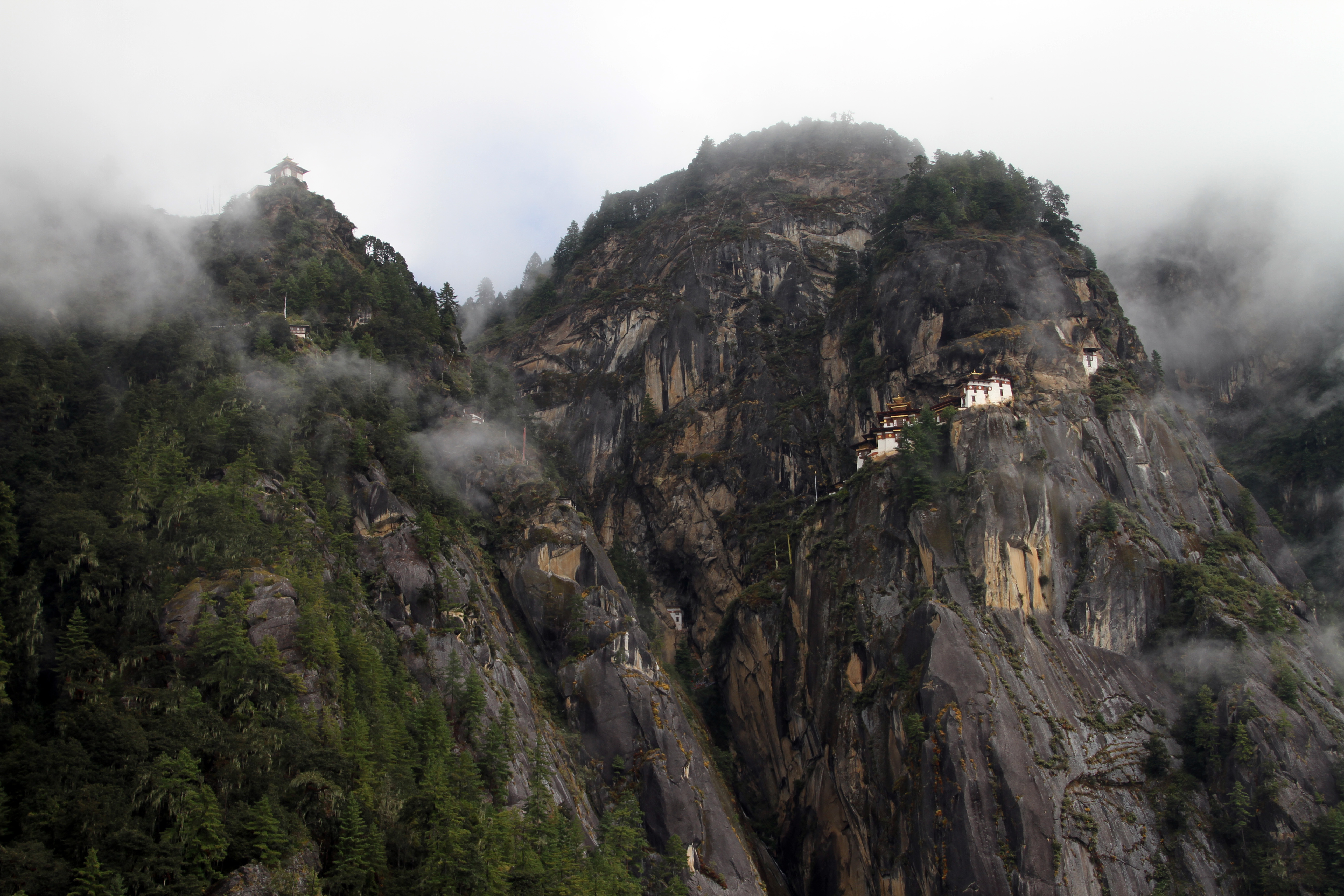
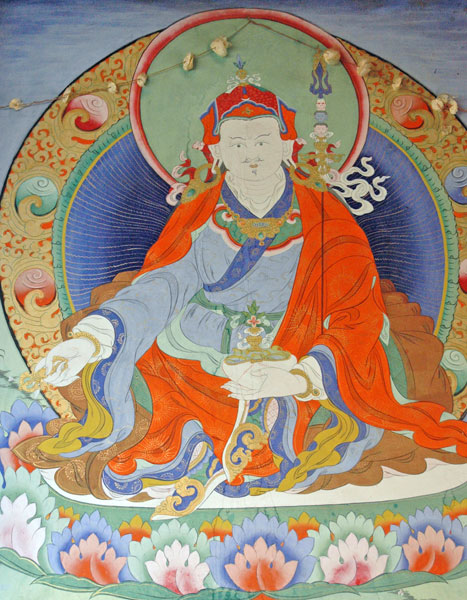
Guru Padmasambhava (Liên Hoa Sinh), người sáng lập hang động thiền định. Bức tranh tường trên cầu Paro.
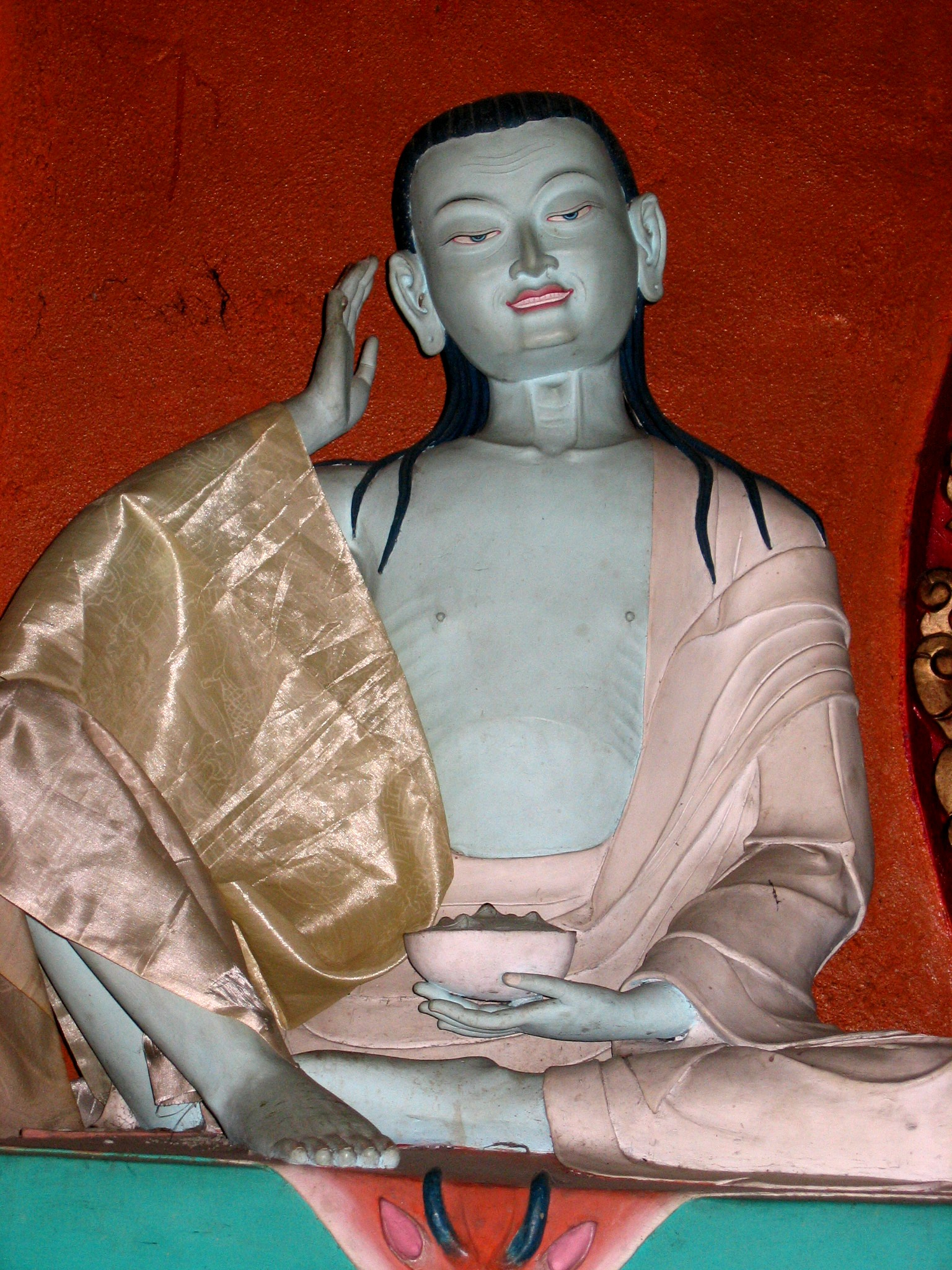
Milarepa (1040–1123), người đã thiền định tại hang động ở Taktsang